# 韋特峰 (韋特施泰因山脈)

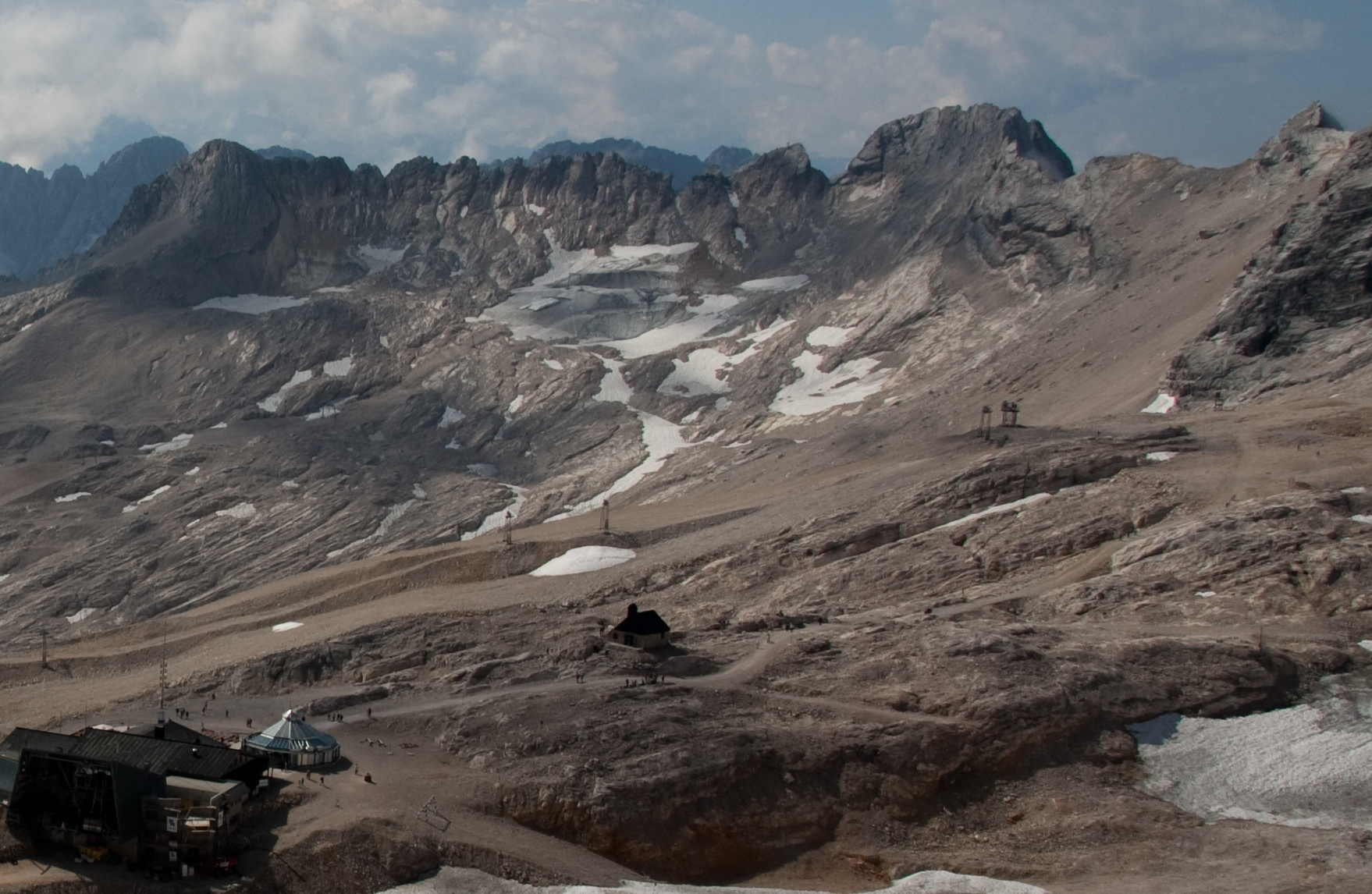

47°24′05″N 10°58′14″E / 47.4014°N 10.9706°E
韋特峰（德語：Wetterspitzen），是中歐的山峰，位於德國和奧地利接壤的邊境，屬於韋特施泰因山脈的一部分，距離維也納400公里，海拔高度2,750米，每年平均降雨量1,666毫米。